# Igreja Hospet
A Igreja da Santa Cruz é um Hospet da antiga igreja, no Mangalore Diocese de Índia. É também conhecida como Igreja Hosabettu. Esta era a única igreja que escapou da unidade para a demolição de igrejas por Tippu Sultan antecipada durante 1790. 
Esta igreja está situada a uma distância de 41 quilômetros do nordeste de Mangalore, e uma distância de 6 quilômetros de Moodbidri Town. Kuppepadav e Moodbidri freguesias rodeiam esta igreja. A Igreja Hospet vem sob Hosabettu aldeia. Desde Canara católicos são a principal dominante na comunidade Hosabettu, às vezes freguesia é também referido como "Hosabettu Igreja".Esta igreja existia muito antes século XVII. De acordo com documentos oficiais disponíveis para Mangalore Diocese afirma que esta igreja foi fundada em 1761. Hospet foi no âmbito do Estado de Jain reis por muitos séculos. Alguns documentos, no antigo Jain literatura mostra a existência dessa igreja antes mesmo de 1648. No momento da demolição de igrejas em geral Tippu Sultan, esta foi a única igreja que escapou da destruição devido amigável gabinetes da Chauta Raja de Moodbidri. 
Igreja de Santa Cruz, anteriormente conhecida como Igreja Bidrem. O nome veio de Hospet após a morte de Tippu Sultan (1799). A antiga igreja foi consertada pelo Padre Jerônimo Paulo Carvalho, em 1865. Sob a jurisdição de Goa, 11 vicars tinha servido nesta igreja. O Padre Jacob Sequeira (1901-1904) foi o primeiro vigário diocesano e ele foi sucedido pelo Padre Caetano M. Pereira. A pedra fundamental para a atual igreja, projetada pelo P. A. Diamanti sj, foi estabelecido em 1 de outubro de 1905 por V. Rev. Frachetti sj, o Vigário Geral. Fr. Caetano M. Pereira (1904-1907) começou a construção da igreja e Pe. Rosário PB Lewis (1908-1919), tendo-se concluído que abençoou a 7 de fevereiro de 1909 pelo bispo A. Cavadini sj. Esta igreja é um dos primeiros na diocese construído em Cruciform e gótico em grande estilo. 
Quanto mais cedo Presbitério, foi construído em 1854. Moodbidri, Shirthady, Ferar, Paladka e Taccode paróquias são esculpidos fora desta freguesia. O presente Presbitério foi construída pelo P. Cipriano Coelho, em 2000. Não há 9 enfermarias em Hospet freguesia. Cerca de 285 famílias católicas estão a viver nesta freguesia e no total da população é católica, em cerca de 1500. Atualmente cerca de 40% das populações tem migrado para a cidade de Bombaim e nos condados do Oriente Médio. 
Fr. Alban é o 20° diocesano vigário da paróquia. Mr. Wilfred Mendonca é porções como vice-presidente da Igreja.